# Abfangwerbung
Abfangwerbung ist eine Art der illegalen Werbung. Ein Unternehmen versucht in einer Werbekampagne in unmittelbarer Nähe eines Konkurrenzbetriebes durch Handzettel, Plakate oder persönliche Ansprache Kunden auf eigene Angebote oder auf Nachteile des Konkurrenzangebotes aufmerksam zu machen, um so Marktanteile zu übernehmen.